# مارگارت هریمن
مارگارت هریمن (انگلیسی: Margaret Harriman; زاده ۱۹۲۸ – درگذشته ۲۰ سپتامبر ۲۰۰۳) کماندار اهل آفریقای جنوبی بود که در مسابقات کشوری و بین‌المللی در مجموع برندهٔ ۱۱ مدال طلا، ۲ مدال نقره، ۴ مدال برنز شده‌است.